# Teddy & the Tigers

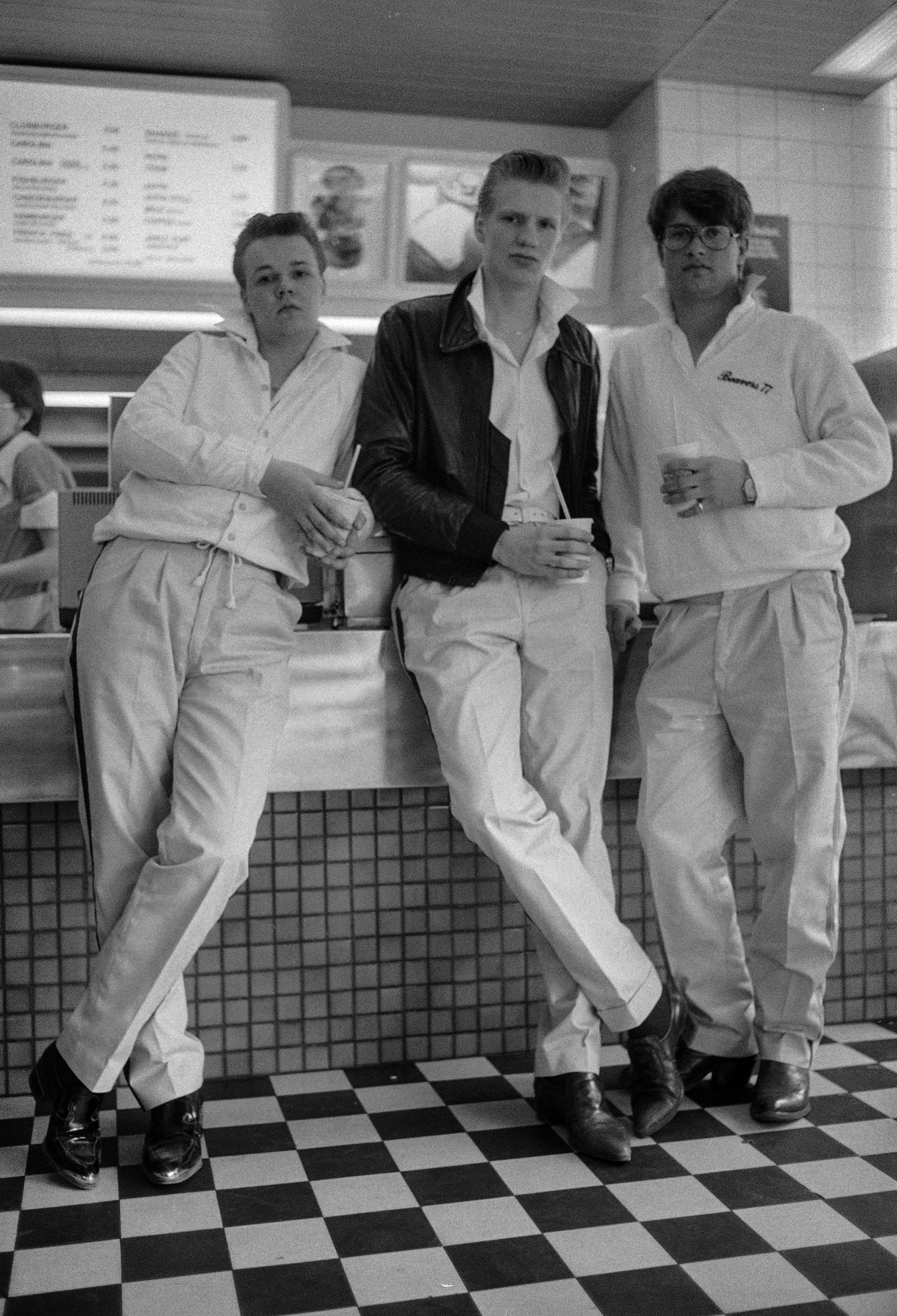
Bandets medlemmar år 1978.

Teddy & The Tigers är ett finländskt rockabillyband. Deras första albumet släpptes av Poko Rekords. Trion släppte under perioden 1978–1980 totalt fyra album, varav ett sålde guld. 
Bandet startade 1974 under namnet Fancy Dan, men bytte till Teddy & The Tigers i februari 1977.
1 oktober 2008 släpptes en DVD och en CD, som innehåller nya och gammalt material samt dokumentärer.